# Bandera de Querétaro
La Bandera de Querétaro consisteix en un rectangle de mesures idèntiques de color blanc. Entre el medi del camp blanc, té l'escut estatal i al centre, amb un diàmetre de tres quartes parts de l'ample d'aquest camp.

La bandera de l'estat de Querétaro consisteix en un rectangle de color blanc amb una proporció de quatre per set entre amplada i llargada. Al centre hi ha l'Estat de Querétaro, col·locat de forma que ocupi tres quartes parts de l'amplada. La bandera va ser adoptada oficialment el 5 d'octubre de 1954 en el mandat de Portillo Tostado Lopez, i recollit a la Ley del Escudo, la Bandera y el Himno de Querétaro.